# Philippe Delaroche-Vernet
 (juillet 2018).
Philippe Delaroche-Vernet est un homme politique français né le 10 novembre 1878 à Paris et mort le 12 septembre 1935 au Pecq (Seine-et-Oise).

## Biographie
Philippe Delaroche-Vernet est le petit-fils de Paul Delaroche et d'Eugène Talbot, ainsi que l'arrière-petit-fils d'Horace Vernet.
Chef adjoint du cabinet du ministre de la Justice, il devient maire du Pouliguen et conseiller général. Il est député de la Loire-Inférieure de 1910 à 1919 et de 1924 à 1928, siégeant au groupe radical-socialiste. 
En 1918, Delaroche-Vernet propose de fixer la fête nationale au 11 novembre.